# سام كينغ
سام كينغ (بالإنجليزية: Sam King)‏ هو لاعب كرة قاعدة أمريكي، ولد في 17 مايو 1852 في بيبودي في الولايات المتحدة، وتوفي بنفس المكان في 11 أغسطس 1922.